# Dikerogammarus caspius
Dikerogammarus caspius is een vlokreeftensoort uit de familie van de Gammaridae. De wetenschappelijke naam van de soort is voor het eerst geldig gepubliceerd in 1771 door Pallas.